# Sjunga slutet nu
Sjunga slutet nu är ett popmusikalbum från 2011 av den svenske artisten Hans Appelqvist. Musiken på skivan används som filmmusik i Appelqvists novellfilm med samma titel. Filmen hade premiär vid Göteborg International Film Festival i januari 2012.

## Mottagande
PM Jönsson recenserade skivan i Göteborgs-Posten: "Jag tänker på David Lynch och Haruki Murakami, men det som gör skivan/filmen till en triumf är Hans Appelqvists alldeles egna fingeravtryck. ... Musiken är rik på melodier och stämningar, det är lika lekfullt som allvarligt. I det personliga tilltalet, i sättet att berätta, finns något mycket allmänmänskligt." Johan Jacobsson skrev i Sonic: "Genom Hans väl sammanhållna och lätt identifierbara melodier och instrumentering - som fortfarande korsbefruktar små nedslag i franska, svenska och svartvita soundtracks med otränade sångröster och Steve Reichs idéer om upprepning och harmoni - hör vi ett geni i arbete, väcker vi våra inre genier, tas vi med på fantastiska resor, kommer vi i kontakt med här-och-nu. Genom Hans skivor kan vi på ett högst logiskt sätt fylla en hel anteckningsboksida med sinsemellan rätt disparata känslor och associationer. Blott riktigt stor konst fungerar så fokuserat/mångfacetterat, anser jag."

## Låtlista
| Nr           | Titel                                    | Längd |
| ------------ | ---------------------------------------- | ----- |
| 1.           | Ur himlen                                | 1:07  |
| 2.           | En arm for ut                            | 3:49  |
| 3.           | Mot jorden                               | 3:33  |
| 4.           | Ur svart mot vitt                        | 2:43  |
| 5.           | Sommar                                   | 1:18  |
| 6.           | Drömmen                                  | 3:48  |
| 7.           | Vissen & Sot                             | 1:38  |
| 8.           | How Come                                 | 2:56  |
| 9.           | Ägg                                      | 4:59  |
| 10.          | Sjunga slutet nu                         | 3:14  |
| 11.          | I ett fall                               | 4:05  |
| 12.          | Höst                                     | 1:24  |
| 13.          | Ur elden                                 | 4:17  |
| 14.          | Sanningens fjäder                        | 3:07  |
| 15.          | När solen dör                            | 3:28  |
| 16.          | Vatten                                   | 2:50  |
| 17.          | Genom lager av solsken                   | 2:06  |
| 18.          | Människans mörkermening                  | 2:47  |
| 19.          | Vinter                                   | 0:42  |
| 20.          | Oron släpper ska du se                   | 3:58  |
| 21.          | Sperma                                   | 2:26  |
| 22.          | Djurens mörkermening & en människas slut | 4:48  |
| 23.          | Ur vitt mot svart                        | 2:58  |
| 24.          | Vår                                      | 0:43  |
| 25.          | Ur havsdjupen                            | 2:06  |
| Total längd: | Total längd:                             | 71    |